# Leighton Baines
Leighton John Baines (* 11. Dezember 1984 in Kirkby) ist ein ehemaliger englischer Fußballspieler, der die meiste Zeit seiner Karriere beim englischen Erstligisten FC Everton unter Vertrag stand. Als linker Außenverteidiger mit guten Passqualitäten und einem guten linken Fuß spielte er von 2010 bis 2015 auch für die englische A-Nationalmannschaft. Dabei wurde er gleichsam in den Kader der „Three Lions“ für die Euro 2012 in der Ukraine und Polen und die WM 2014 in Brasilien berufen. Seine größten Vereinserfolge waren zwei Pokalfinalteilnahmen – 2009 im FA Cup mit Everton sowie zuvor bereits 2006 im Ligapokal mit Wigan Athletic. Aktuell arbeitet er als U18-Trainer beim FC Everton.

## Karriere

### Vereine

#### Wigan Athletic (2001–07)
Obwohl Baines bereits in seiner Jugendzeit Erfahrungen beim FC Everton gesammelt hatte, bot ihm Wigan Athletic eine bessere Perspektive und so wechselte der junge Außenspieler am 1. August 2001 in die Nachwuchsabteilung der „Latics“. Erste Profiligaerfahrungen sammelte er beim Drittligisten in der Saison 2002/03, als er gegen Ende der Aufstiegsspielzeit sechs Meisterschaftseinsätze bestritt. Sein Debüt hatte er noch vor seiner Beförderung in den Profikader am 2. Oktober 2002 gegen den Premier-League-Klub West Bromwich Albion im Ligapokal gegeben. Die Partie wurde mit 3:1 gewonnen und Baines zeigte sich als ein ballsicherer Linksverteidiger mit Stärken im Passspiel und Zweikampfverhalten. Baines erhielt einen Zweijahresvertrag und bis zur Rückrunde der Saison 2003/04 errang sich das schnelle und offensivstarke Abwehrtalent einen Stammplatz in Wigan. Gleich zum zweiten Mal in Folge gewann er dazu vereinsintern die Auszeichnung zum „besten Jungspieler der Saison“. Zudem machte der sich mit 1,70 Meter verhältnismäßig kleine Baines in den beiden Jahren bis 2005 in der zweitklassigen Football League Championship mit präzisen Flanken einen guten Namen und trug dadurch zum Aufstieg in die Premier League bei. Während der Saison 2004/05 gelang ihm dazu per Weitschuss sein erstes Profitor, wenngleich die Partie am 21. Dezember 2004 gegen Ipswich Town mit 1:2 verloren ging.
Im Februar 2005 hatte er bereits seinen Vertrag in Wigan verlängert, obwohl er mit namhaften Vereinen wie Manchester United, dem FC Arsenal und dem FC Everton in Verbindung gebracht worden war. Sein Erstligadebüt gab er am 14. August 2005 (1. Spieltag) bei der 0:1-Niederlage im Heimspiel gegen den FC Chelsea. In der höchsten englischen Spielklasse hatte Baines wenig Anpassungsschwierigkeiten und bekräftigte mit einer weiteren Verlängerung seines Kontrakts den Willen zum längerfristigen Engagement. Neben einem guten 10. Tabellenplatz erreichte er das Finale um den Ligapokal, das jedoch deutlich mit 0:4 gegen Manchester United verloren ging. Gegen diesen Verein gelang ihm in der Folgesaison, am 14. Oktober 2006 (8. Spieltag), bei der 1:3-Heimniederlage auch sein erstes Tor. Während sich Wigan im Kampf um den Klassenerhalt mühte, reifte Baines – nicht zuletzt wegen seiner steten Mitwirkung in der U-21-Auswahl – zu einem der besten englischen Spieler auf seiner Position.
So mehrten sich während des Sommers 2007 erneut die Transfergerüchte und Baines wurde mit Newcastle United, dem AFC Sunderland und dem FC Everton in Verbindung gebracht; Letzterer verkündete am 6. August 2007 – nach der Verpflichtung von Phil Jagielka und Steven Pienaar – den Wechsel von Baines für eine Ablösesumme von fünf Millionen £, zusätzlich einer weiteren Million im Falle bestimmter sportlicher Positiventwicklungen beim neuen Klub.

#### FC Everton (bis 2020)
Verletzungsbedingt verpasste Baines eine Reihe von Partien beim FC Everton in der Saison 2007/08 und besaß mit Nuno Valente und Joleon Lescott gleich zwei Konkurrenten auf dem linken Verteidigerposten. In der Spielzeit 2008/09 eroberte er sich einen Stammplatz und harmonierte immer besser mit dem vor ihm auf der Außenbahn eingesetzten Pienaar. Er verwandelte im Halbfinale um den FA Cup einen Strafstoß im Elfmeterschießen gegen Manchester United, zog ins Endspiel ein und unterlag dort mit 1:2 gegen den FC Chelsea. In der Premier-League-Saison 2012/13 spielte Baines insgesamt 116 Chancen für seine Mitspieler heraus, mehr als jeder andere Spieler in den europäischen Top-Ligen. Wie schon im Vorjahr wurde er für das PFA Team of the Year ausgewählt. Im Sommer buhlten mehrere Top-Klubs, darunter Manchester United, um die Dienste des Linksverteidigers. Baines blieb Everton jedoch treu. Am 27. Januar 2014 einigte sich Baines auf einen neuen Vier-Jahres-Vertrag mit dem FC Everton.
Am 27. Juli 2020 wurde vom Verein bekannt gegeben, dass der Linksverteidiger Leighton Baines seine Karriere mit Abschluss der Saison 2019/20 beenden wird. 420 Spiele absolvierte Leighton Baines in der Premier League, davon 348 im Trikot vom FC Everton.

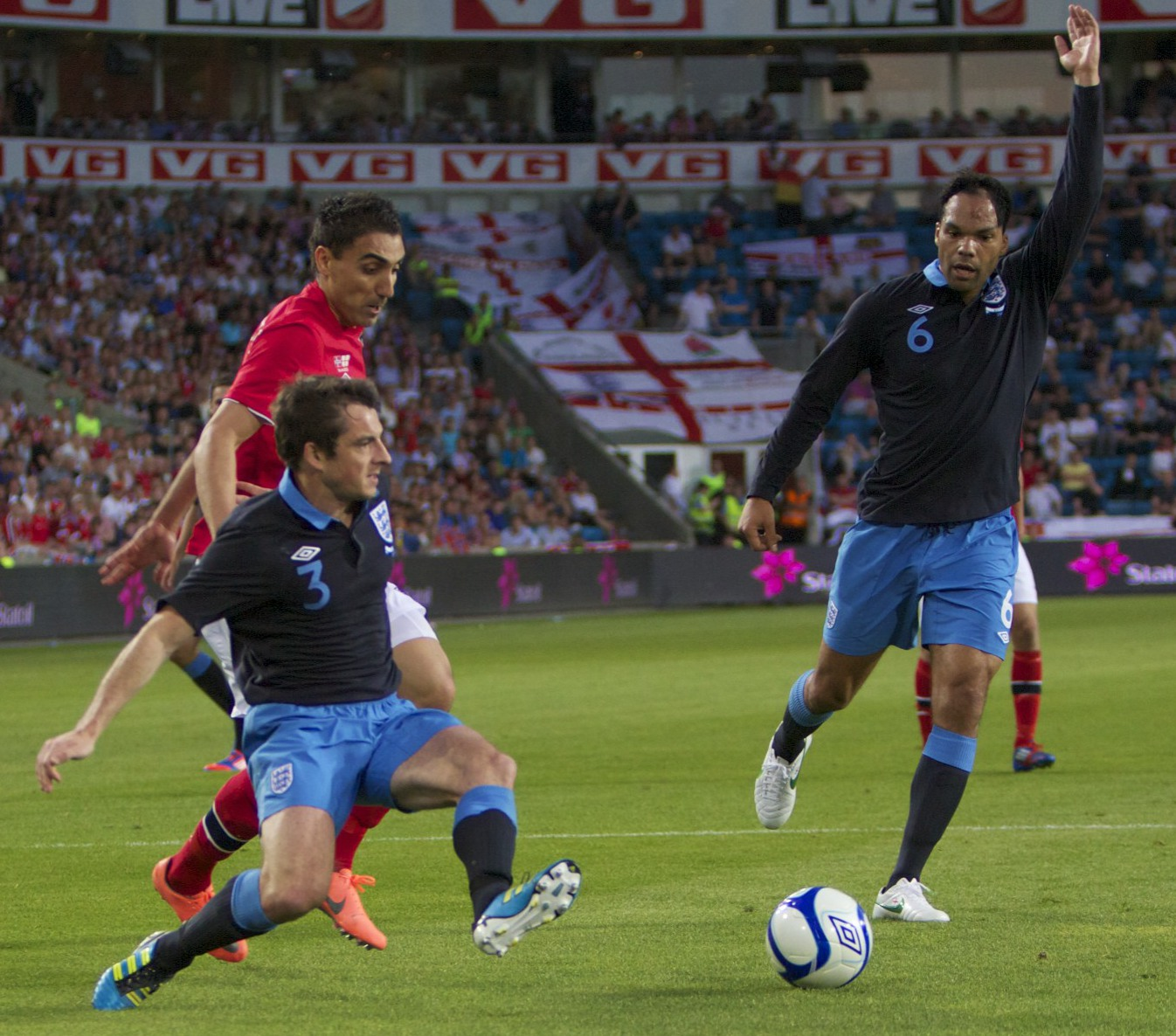
Leighton Baines (links, blaues Trikot) im Freundschaftsspiel gegen Norwegen im Mai 2012

Nach der Entlassung von Cheftrainer Sean Dyche am 9. Januar 2025 wurde Baines gemeinsam mit Mannschaftskapitän Seamus Coleman für das wenige Stunden später ausgetragene FA-Cup-Spiel gegen Peterborough United zum Interimstrainer ernannt.

### Nationalmannschaft
Baines absolvierte ab 2004 seine ersten Länderspiele für die U-21-Auswahl und trug als Torschütze im ersten Entscheidungsspiel am 6. Oktober 2006 gegen Deutschland zur Qualifikation für die Europameisterschaft 2007 bei, bei der er in den drei Gruppenspielen und im Halbfinale, bei der 12:13-Niederlage im Elfmeterschießen gegen die Niederlande, zum Einsatz kam.
Mit dem sportlichen Durchbruch beim FC Everton 2008/09, berief ihn Fabio Capello 2009 erstmals in den A-Kader der „Three Lions“. Sein Länderspieldebüt gab er am 3. März 2010 beim 3:1-Sieg im Test-Länderspiel gegen Ägypten. In dieser Begegnung absolvierte er 90 Minuten, nachdem die beiden Konkurrenten Ashley Cole (Verletzung) und Wayne Bridge (Rücktritt aus der Nationalmannschaft) für die linke Außenverteidigerposition nicht (mehr) zur Verfügung standen. Für die Weltmeisterschaft 2010 in Südafrika gehörte Baines zum provisorischen 30-Mann-Aufgebot, Capello bevorzugte im endgültigen 23 Spieler umfassenden Turnierkader hinter Stammkraft Ashley Cole allerdings Stephen Warnock als Ersatzspieler.

## Titel/Auszeichnungen
- PFA Team of the Year (2): 2012, 2013